# Synthetonychia
Synthetonychia is een geslacht van hooiwagens uit de familie Synthetonychidae.
De wetenschappelijke naam Synthetonychia is voor het eerst geldig gepubliceerd door Forster in 1954. 

## Soorten
Synthetonychia omvat de volgende 14 soorten:
- Synthetonychia acuta
- Synthetonychia cornua
- Synthetonychia fiordensis
- Synthetonychia florae
- Synthetonychia glacialis
- Synthetonychia hughsoni
- Synthetonychia minuta
- Synthetonychia obtusa
- Synthetonychia oliveae
- Synthetonychia oparara
- Synthetonychia proxima
- Synthetonychia ramosa
- Synthetonychia sinuosa
- Synthetonychia wairarapae